# Chagai-II
Le test Chagai-II est le deuxième essai nucléaire pakistanais, ayant lieu dans le district de Chagai, dans la province du Balouchistan. L'essai consista à une explosion souterraine dans un axe vertical. Effectué le 30 mai 1998, c'est le second et dernier d'une série de tests pakistanais en réponse aux essais indiens.

## Contexte
À la suite de l'essai Chagai-I qui se déroula le 28 mai 1998, l'armée pakistanaise effectue un second essai nucléaire sous le nom de Chagai-II, dans la même région. Cette série d'essais tend à répondre à la démonstration nucléaire de l'Inde, pays frontalier du Pakistan et source de multiples conflits. 

## Sanctions
Des pays comme les États-Unis ou le Japon ont ouvertement condamné ces essais alors que d'autres pays comme la France ou encore la Chine sont restés neutres en partie parce que le Pakistan n'est pas allé à l'encontre de ses engagements internationaux. En effet, Islamabad n'a pas signé le traité sur la non-prolifération des armes nucléaires ou encore le traité d'interdiction complète des essais nucléaires. Toutes les sanctions — notamment la suspension d'aides économique et militaire — mise en place ont été rapidement levées avec l'engagement du pays dans la guerre contre le terrorisme,.